# 布希體育場
布希體育場（Busch Stadium），位於美國密苏里州圣路易斯，目前是美國職棒大聯盟聖路易紅雀隊的主場。该球场的冠名是根据美國最大的啤酒釀造公司安海斯-布希而得，因为安海斯-布希的发源地和总部都在圣路易斯。

## 重大赛事

### 棒球季后赛
- 2006年：聖路易紅雀以4胜1负击败底特律老虎获得2006年世界大賽冠军。
- 2011年：聖路易紅雀以4胜3负击败德州遊騎兵获得2011年世界大賽冠军。

### 棒球全明星赛
2009年7月14日，2009年美国职棒大联盟全明星赛在此举行。开球嘉宾为美国总统巴拉克·奥巴马。在这场比赛中，美国联盟以4比3击败国家联盟，从而获得世界大赛的主场优势。
比赛中美国联盟一度连续解决18名打者，在全明星赛的历史上排名第二。这场比赛仅仅进行了2小时31分钟，是自1988年以来耗时最短的一场全明星赛。本场比赛之后，国家联盟在全明星赛的总战绩仍以40胜38败2和占据优势，但自从1996年后国联就再也没有取得过胜利。